# Letiště Podhořany
Veřejné vnitrostátní letiště Podhořany (ICAO: LKPN) leží v obci Podhořany, v místní části Nový Dvůr. Letiště je v místě, kde svah Železných hor překonává silnici I/17 mezi městy Chrudim a Čáslav. Má dvě travnaté dráhy 07/25 a 13/31.
Na letišti provozovatel poskytuje Seznamovací lety pro veřejnost na všech běžně dostupných typech letounů a horkovzdušných balonů, letecký výcvik na kluzácích, UL a motorových letounech.

## Provozovatel
Provozovatelem letiště je Východočeský aeroklub Pardubice.

## Historie
Letecká činnost je v této oblasti vyvíjena od roku 1936, kdy zdejší svahový terén začali využívat plachtaři z pardubické odbočky Masarykovy letecké ligy (MLL). Původní svahové letiště se nacházelo na svahu mezi současnou serpentinou na silnici I/17 a obcí Bumbalka. Významnou roli u jeho vzniku měl Jaroslav Wiesner. K výstavbě vlastního zázemí tohoto letiště včetně úpravy svahu došlo v roce 1945. Na letišti byl umístěn také naviják k tahání kluzáků zpět na start. Start byl prováděn gumovým lanem.
S příchodem aerovlekového provozu se letiště přemístilo v roce 1950 na louku u obce Nový Dvůr kde došlo k výstavbě dřevěného hangáru (přemístěného ze svahového letiště, kam byl přemístěn z letiště Pardubice) a přesunutí dřevěné budovy altánu-pavilónku ze svahového letiště. Později byla postavena ubytovna (opět armádní budova po Wehrmachtu z pardubického vojenského letiště) stejného typu jako byla na svahovém letišti, ale ve zhruba poloviční velikosti. Tyto tři budovy jsou na letišti stále v provozu. 